# Southport (hrabstwo Chemung)
Southport – jednostka osadnicza w Stanach Zjednoczonych, w stanie Nowy Jork, w hrabstwie Chemung.